# Llista de topònims de Sant Martí de Riucorb
Llista de topònims (noms propis de lloc) del municipi de Sant Martí de Riucorb, a l'Urgell
Informació actualitzada per un bot. Els canvis manuals es perdran quan s'actualitzi!

## cabana
| imatge | Nom                          | Ubicat a              | instància de | Detalls | coordenades                                                         | Protecció | Commons (més fotos) | Dades a WD                    |
| ------ | ---------------------------- | --------------------- | ------------ | ------- | ------------------------------------------------------------------- | --------- | ------------------- | ----------------------------- |
|        | cabana de l'Agustineta       | Sant Martí de Riucorb | cabana       |         | 41° 32′ 56″ N, 1° 05′ 13″ E / 41.5488537191284°N,1.08693824807488°E |           |                     | Modifica les dades a Wikidata |
|        | cabana de la Coma Llarguero  | Sant Martí de Riucorb | cabana       |         | 41° 32′ 19″ N, 1° 05′ 36″ E / 41.5387095597352°N,1.0932911277969°E  |           |                     | Modifica les dades a Wikidata |
|        | cabana del Bellardó          | Sant Martí de Riucorb | cabana       |         | 41° 32′ 11″ N, 1° 06′ 05″ E / 41.5363053280547°N,1.10148914001913°E |           |                     | Modifica les dades a Wikidata |
|        | cabana del Blanco            | Sant Martí de Riucorb | cabana       |         | 41° 32′ 14″ N, 1° 06′ 24″ E / 41.5371375029279°N,1.1066193937584°E  |           |                     | Modifica les dades a Wikidata |
|        | cabana del Duran             | Sant Martí de Riucorb | cabana       |         | 41° 33′ 30″ N, 1° 02′ 22″ E / 41.558355948221°N,1.039427756835°E    |           |                     | Modifica les dades a Wikidata |
|        | cabana del Josepet           | Sant Martí de Riucorb | cabana       |         | 41° 33′ 59″ N, 1° 05′ 49″ E / 41.5662779092013°N,1.0970138259204°E  |           |                     | Modifica les dades a Wikidata |
|        | cabana del Pedro             | Sant Martí de Riucorb | cabana       |         | 41° 33′ 39″ N, 1° 05′ 50″ E / 41.560895678491°N,1.09724374229619°E  |           |                     | Modifica les dades a Wikidata |
|        | cabana del Perlo             | Sant Martí de Riucorb | cabana       |         | 41° 31′ 24″ N, 1° 04′ 06″ E / 41.5233316494566°N,1.06827494892278°E |           |                     | Modifica les dades a Wikidata |
|        | cabana del Trudons           | Sant Martí de Riucorb | cabana       |         | 41° 31′ 44″ N, 1° 03′ 30″ E / 41.528954215013°N,1.0582946871592°E   |           |                     | Modifica les dades a Wikidata |
|        | cabana del Xollat            | Sant Martí de Riucorb | cabana       |         | 41° 32′ 19″ N, 1° 05′ 59″ E / 41.5384914195826°N,1.09969895920081°E |           |                     | Modifica les dades a Wikidata |
|        | cabaneta de la Sort del Foix | Sant Martí de Riucorb | cabana       |         | 41° 33′ 25″ N, 1° 05′ 20″ E / 41.5568374778916°N,1.08878919848163°E |           |                     | Modifica les dades a Wikidata |
|        | el Pati del Foix             | Sant Martí de Riucorb | cabana       |         | 41° 33′ 27″ N, 1° 05′ 37″ E / 41.5574330061561°N,1.09373599656929°E |           |                     | Modifica les dades a Wikidata |
|        | el Pati del Pedró            | Sant Martí de Riucorb | cabana       |         | 41° 33′ 27″ N, 1° 05′ 41″ E / 41.5575145022989°N,1.09484878246723°E |           |                     | Modifica les dades a Wikidata |
|        | era de l'Andreu              | Sant Martí de Riucorb | cabana       |         | 41° 31′ 51″ N, 1° 04′ 04″ E / 41.5309151361053°N,1.06772565304155°E |           |                     | Modifica les dades a Wikidata |
|        | era de les Bruixes           | Sant Martí de Riucorb | cabana       |         | 41° 31′ 52″ N, 1° 04′ 45″ E / 41.5310802684247°N,1.07919161864062°E |           |                     | Modifica les dades a Wikidata |
|        | era del Borjar               | Sant Martí de Riucorb | cabana       |         | 41° 33′ 41″ N, 1° 03′ 53″ E / 41.5614530837037°N,1.06481323556863°E |           |                     | Modifica les dades a Wikidata |
|        | era del Ferrer               | Sant Martí de Riucorb | cabana       |         | 41° 33′ 41″ N, 1° 05′ 42″ E / 41.5612900717104°N,1.0949537081827°E  |           |                     | Modifica les dades a Wikidata |
|        | era del Miango               | Sant Martí de Riucorb | cabana       |         | 41° 33′ 41″ N, 1° 03′ 57″ E / 41.5615048286183°N,1.06574706039082°E |           |                     | Modifica les dades a Wikidata |
|        | era del Quim                 | Sant Martí de Riucorb | cabana       |         | 41° 32′ 05″ N, 1° 03′ 51″ E / 41.5346570489143°N,1.06422194589048°E |           |                     | Modifica les dades a Wikidata |
|        | pallissa del Rafelet         | Sant Martí de Riucorb | cabana       |         | 41° 31′ 50″ N, 1° 04′ 02″ E / 41.5306630119201°N,1.06719377889178°E |           |                     | Modifica les dades a Wikidata |

## casa
| imatge | Nom                              | Ubicat a              | instància de | Detalls                                          | coordenades | Protecció                                  | Commons (més fotos)                 | Dades a WD                    |
| ------ | -------------------------------- | --------------------- | ------------ | ------------------------------------------------ | --- | ------------------------------------------ | ----------------------------------- | ----------------------------- |
|        | Ca l'Enric del Sarral            | Sant Martí de Riucorb | casa         | Estil: arquitectura gòtica                       | 41° 33′ 17″ N, 1° 05′ 39″ E / 41.554698°N,1.094097°E 441 msnm                                                              | bé integrant del patrimoni cultural català | Ca l'Enric del Sarral               | Modifica les dades a Wikidata |
|        | Cal Bellart                      | Sant Martí de Riucorb | casa         | Estil: gòtic tardà arquitectura popular          | 41° 33′ 17″ N, 1° 05′ 34″ E / 41.554683°N,1.092755°E 436 msnm                                                              | bé integrant del patrimoni cultural català | Cal Bellart                         | Modifica les dades a Wikidata |
|        | Cal Consol                       | Sant Martí de Riucorb | casa         | Estil: arquitectura barroca arquitectura popular | 41° 33′ 36″ N, 1° 03′ 16″ E / 41.560006°N,1.054375°E 411 msnm                                                              | bé integrant del patrimoni cultural català | Cal Consol                          | Modifica les dades a Wikidata |
|        | Cal Duran de Sant Martí de Maldà | Sant Martí de Riucorb | casa         | Estil: arquitectura neoclàssica                  | 41° 33′ 34″ N, 1° 03′ 15″ E / 41.559318°N,1.054301°E 408 msnm                                                              | bé integrant del patrimoni cultural català | Cal Duran de Sant Martí de Maldà    | Modifica les dades a Wikidata |
|        | Cal Fluvià                       | Sant Martí de Riucorb | casa         | Estil: arquitectura popular                      | | bé integrant del patrimoni cultural català |                                     | Modifica les dades a Wikidata |
|        | Cal Foguet                       | Sant Martí de Riucorb | casa         | Estil: arquitectura popular                      | 41° 33′ 37″ N, 1° 03′ 15″ E / 41.560332°N,1.05411°E 412 msnm                                                               | bé integrant del patrimoni cultural català | Cal Foguet                          | Modifica les dades a Wikidata |
|        | Cal Foix                         | Sant Martí de Riucorb | casa         | Estil: arquitectura popular                      | 41° 33′ 16″ N, 1° 05′ 37″ E / 41.554462°N,1.093709°E 441 msnm                                                              | bé integrant del patrimoni cultural català | Cal Foix de Rocafort de Vallbona    | Modifica les dades a Wikidata |
|        | Cal Miqueló                      | Sant Martí de Riucorb | casa         | Estil: arquitectura eclèctica noucentisme        | 41° 33′ 35″ N, 1° 03′ 15″ E / 41.559614°N,1.054245°E 408 msnm                                                              | bé integrant del patrimoni cultural català | Cal Miqueló (Sant Martí de Riucorb) | Modifica les dades a Wikidata |
|        | Cal Ventura                      | Sant Martí de Riucorb | casa         | Estil: arquitectura popular                      | 41° 33′ 17″ N, 1° 05′ 40″ E / 41.554672°N,1.094333°E 447 msnm                                                              | bé integrant del patrimoni cultural català | Cal Ventura                         | Modifica les dades a Wikidata |
|        | Rectoria de Rocafort de Vallbona | Sant Martí de Riucorb | casa         | Estil: arquitectura popular                      | 41° 33′ 17″ N, 1° 05′ 39″ E / 41.554847222222°N,1.0942027777778°E ca:Rocafort de Vallbona. Plaça de l'Església, 1 447 msnm | bé integrant del patrimoni cultural català | Rectoria de Rocafort de Vallbona    | Modifica les dades a Wikidata |

## castell
| imatge | Nom                             | Ubicat a              | instància de | Detalls                    | coordenades | Protecció                                            | Commons (més fotos)             | Dades a WD                    |
| ------ | ------------------------------- | --------------------- | ------------ | -------------------------- | --- | ---------------------------------------------------- | ------------------------------- | ----------------------------- |
|        | Castell de Sant Martí           | Sant Martí de Maldà   | castell      |                            | 41° 33′ 39″ N, 1° 03′ 13″ E / 41.560719444444°N,1.0536611111111°E ca:Carrer del Castell 421 msnm               | bé cultural d'interès nacional bé d'interès cultural | Castell de Sant Martí de Maldà  | Modifica les dades a Wikidata |
|        | castell de Rocafort de Vallbona | Sant Martí de Riucorb | castell      | Estil: arquitectura gòtica | 41° 33′ 17″ N, 1° 05′ 37″ E / 41.554854°N,1.09352°E ca:Rocafort de Vallbona. Carrer de l'Església, 13 450 msnm | bé integrant del patrimoni cultural català           | Castell de Rocafort de Vallbona | Modifica les dades a Wikidata |

## creu de terme
| imatge | Nom                         | Ubicat a              | instància de  | Detalls                             | coordenades                                                                | Protecció                                  | Commons (més fotos)                                   | Dades a WD                    |
| ------ | --------------------------- | --------------------- | ------------- | ----------------------------------- | -------------------------------------------------------------------------- | ------------------------------------------ | ----------------------------------------------------- | ----------------------------- |
|        | creu de Llorenç de Rocafort | Llorenç de Rocafort   | creu de terme |                                     | 41° 32′ 04″ N, 1° 04′ 05″ E / 41.534533295034905°N,1.0679868126253398°E    |                                            | Creu de terme de Llorenç                              | Modifica les dades a Wikidata |
|        | creu de terme               | Sant Martí de Riucorb | creu de terme | Estil: arquitectura del Renaixement | 41° 33′ 37″ N, 1° 03′ 18″ E / 41.560230555556°N,1.0550527777778°E 410 msnm | bé integrant del patrimoni cultural català | Creu de terme (Sant Martí de Maldà - Carrer del Nord) | Modifica les dades a Wikidata |
|        | creu de terme               | Sant Martí de Riucorb | creu de terme | Estil: arquitectura barroca         | 41° 33′ 32″ N, 1° 03′ 16″ E / 41.558922222222°N,1.0543888888889°E 405 msnm | bé integrant del patrimoni cultural català | Creu de terme (Sant Martí de Maldà)                   | Modifica les dades a Wikidata |

## curs d'aigua
| imatge | Nom                | Ubicat a                                                                | instància de | Detalls                         | coordenades                                                                                              | Protecció | Commons (més fotos) | Dades a WD                    |
| ------ | ------------------ | ----------------------------------------------------------------------- | ------------ | ------------------------------- | --- | --------- | ------------------- | ----------------------------- |
|        | riera de Maldanell | Passanant i Belltall Vallbona de les Monges Sant Martí de Riucorb Maldà | curs d'aigua | Desemboca: riu Corb Llarg: 13km | 41° 29′ 45″ N, 1° 10′ 36″ E / 41.49584°N,1.176776°E 41° 33′ 18″ N, 1° 01′ 53″ E / 41.554913°N,1.031324°E |           |                     | Modifica les dades a Wikidata |
|        | riu Corb           | Noguera Segrià Conca de Barberà Pla d'Urgell Urgell província de Lleida | curs d'aigua | Desemboca: Segre Llarg: 57km    | 41° 40′ 41″ N, 0° 42′ 45″ E / 41.678°N,0.71242°E 41° 32′ 33″ N, 1° 21′ 21″ E / 41.542506°N,1.355713°E    |           | Corb River          | Modifica les dades a Wikidata |

## entitat singular de població
| imatge | Nom                  | Ubicat a              | instància de                                   | Detalls | coordenades                                                                              | Protecció | Commons (més fotos)              | Dades a WD                    |
| ------ | -------------------- | --------------------- | ---------------------------------------------- | ------- | ---------------------------------------------------------------------------------------- | --------- | -------------------------------- | ----------------------------- |
|        | Llorenç de Rocafort  | Sant Martí de Riucorb | entitat singular de població                   | 39 hab  | 41° 32′ 04″ N, 1° 04′ 03″ E / 41.534351°N,1.067632°E ca:Ctra. LP-2335, km 3,500 470 msnm |           | Llorenç de Rocafort              | Modifica les dades a Wikidata |
|        | Rocafort de Vallbona | Sant Martí de Riucorb | entitat singular de població                   | 130 hab | 41° 33′ 17″ N, 1° 05′ 36″ E / 41.55468056°N,1.0933°E ca:Ctra. L-201, km 3 449 msnm       |           | Rocafort de Vallbona             | Modifica les dades a Wikidata |
|        | Sant Martí de Maldà  | Sant Martí de Riucorb | entitat singular de població capital municipal | 465 hab | 41° 33′ 40″ N, 1° 03′ 20″ E / 41.56106667°N,1.05554444°E 410 msnm                        |           | Sant Martí de Maldà              | Modifica les dades a Wikidata |
|        | el Vilet             | Sant Martí de Riucorb | entitat singular de població                   | 41 hab  | 41° 33′ 25″ N, 1° 04′ 13″ E / 41.55683889°N,1.07021667°E ca:Ctra. LV-2017 408 msnm       |           | El Vilet (Sant Martí de Riucorb) | Modifica les dades a Wikidata |

## església
| imatge | Nom                                        | Ubicat a              | instància de | Detalls                                                      | coordenades | Protecció                                  | Commons (més fotos)                                   | Dades a WD                    |
| ------ | ------------------------------------------ | --------------------- | ------------ | ------------------------------------------------------------ | --- | ------------------------------------------ | ----------------------------------------------------- | ----------------------------- |
|        | Sant Roc de Sant Martí de Riucorb          | Sant Martí de Riucorb | església     | Estil: arquitectura barroca                                  | 41° 33′ 38″ N, 1° 02′ 50″ E / 41.560692°N,1.047236°E 412 msnm                                                  | bé integrant del patrimoni cultural català | Sant Roc de Sant Martí de Riucorb                     | Modifica les dades a Wikidata |
|        | Santa Maria del Vilet                      | Sant Martí de Riucorb | església     | Estil: arquitectura gòtica                                   | 41° 33′ 24″ N, 1° 04′ 13″ E / 41.556798°N,1.0702°E 410 msnm                                                    | bé integrant del patrimoni cultural català | Santa Maria del Vilet                                 | Modifica les dades a Wikidata |
|        | Transfiguració de Rocafort de Vallbona     | Sant Martí de Riucorb | església     | Estil: arquitectura neoclàssica                              | 41° 33′ 17″ N, 1° 05′ 40″ E / 41.55475°N,1.094575°E 447 msnm                                                   | bé integrant del patrimoni cultural català | Església de la Transfiguració de Rocafort de Vallbona | Modifica les dades a Wikidata |
|        | capella del Castell de Sant Martí de Maldà | Sant Martí de Riucorb | església     | Estil: arquitectura romànica                                 | 41° 33′ 39″ N, 1° 03′ 15″ E / 41.560853°N,1.054095°E ca:Carrer del Castell 414 msnm                            | bé integrant del patrimoni cultural català | Capella del Castell de Sant Martí de Maldà            | Modifica les dades a Wikidata |
|        | església de Sant Abdó i Sant Senén         | Sant Martí de Riucorb | església     | Estil: gòtic tardà arquitectura del Renaixement 13rd century | 41° 32′ 04″ N, 1° 04′ 02″ E / 41.534513°N,1.067246°E ca:Pl. de l'Església, Llorenç de Rocafort 470 msnm        | bé cultural d'interès local                | Sant Abdó i Sant Senén de Llorenç                     | Modifica les dades a Wikidata |
|        | església de Sant Martí de Maldà            | Sant Martí de Riucorb | església     | Estil: arquitectura barroca 17th century                     | 41° 33′ 33″ N, 1° 03′ 16″ E / 41.559238888889°N,1.0545611111111°E ca:Plaça Major, Sant Martí de Maldà 408 msnm | bé cultural d'interès nacional             | Església de Sant Martí de Maldà                       | Modifica les dades a Wikidata |

## granja
| imatge | Nom                  | Ubicat a              | instància de | Detalls | coordenades                                                         | Protecció | Commons (més fotos) | Dades a WD                    |
| ------ | -------------------- | --------------------- | ------------ | ------- | ------------------------------------------------------------------- | --------- | ------------------- | ----------------------------- |
|        | Granges del Timoneda | Sant Martí de Riucorb | granja       |         | 41° 32′ 01″ N, 1° 04′ 08″ E / 41.5335843513444°N,1.06898870546502°E |           |                     | Modifica les dades a Wikidata |
|        | Granja del Blanco    | Sant Martí de Riucorb | granja       |         | 41° 33′ 11″ N, 1° 05′ 36″ E / 41.553058905237°N,1.09338494346412°E  |           |                     | Modifica les dades a Wikidata |
|        | Granja del Tau       | Sant Martí de Riucorb | granja       |         | 41° 33′ 09″ N, 1° 05′ 44″ E / 41.5523762618902°N,1.09567116680064°E |           |                     | Modifica les dades a Wikidata |

## masia
| imatge | Nom                   | Ubicat a              | instància de | Detalls | coordenades                                                         | Protecció | Commons (més fotos) | Dades a WD                    |
| ------ | --------------------- | --------------------- | ------------ | ------- | ------------------------------------------------------------------- | --------- | ------------------- | ----------------------------- |
|        | Cal Pallàs            | Sant Martí de Riucorb | masia        |         | 41° 33′ 43″ N, 1° 03′ 39″ E / 41.5619519441701°N,1.06074505301109°E |           |                     | Modifica les dades a Wikidata |
|        | Cal Serra             | Sant Martí de Riucorb | masia        |         | 41° 33′ 21″ N, 1° 05′ 35″ E / 41.5558026404171°N,1.09318437490846°E |           |                     | Modifica les dades a Wikidata |
|        | Can Cosme             | Sant Martí de Riucorb | masia        |         | 41° 33′ 31″ N, 1° 05′ 31″ E / 41.5586081009896°N,1.09181880403437°E |           |                     | Modifica les dades a Wikidata |
|        | Casa de Cal Flaret    | Sant Martí de Riucorb | masia        |         | 41° 33′ 19″ N, 1° 05′ 36″ E / 41.5552460839895°N,1.09329666459716°E |           |                     | Modifica les dades a Wikidata |
|        | Casa del Xollat       | Sant Martí de Riucorb | masia        |         | 41° 33′ 17″ N, 1° 05′ 28″ E / 41.5547587686573°N,1.09106873274165°E |           |                     | Modifica les dades a Wikidata |
|        | Mas de l'Estruc       | Sant Martí de Riucorb | masia        |         | 41° 34′ 25″ N, 1° 01′ 47″ E / 41.5736278992165°N,1.0296907383225°E  |           |                     | Modifica les dades a Wikidata |
|        | Torre del Trilla      | Sant Martí de Riucorb | masia        |         | 41° 35′ 00″ N, 1° 02′ 18″ E / 41.5832076316865°N,1.03844435064002°E |           |                     | Modifica les dades a Wikidata |
|        | Torreta de l'Escultor | Sant Martí de Riucorb | masia        |         | 41° 34′ 25″ N, 1° 01′ 04″ E / 41.5736668916763°N,1.01781536555978°E |           |                     | Modifica les dades a Wikidata |
|        | la Masia              | Sant Martí de Riucorb | masia        |         | 41° 32′ 21″ N, 1° 04′ 06″ E / 41.5390304669883°N,1.06827521496496°E |           |                     | Modifica les dades a Wikidata |

## molí d'aigua
| imatge | Nom                     | Ubicat a              | instància de | Detalls                                                  | coordenades | Protecció                                  | Commons (més fotos)     | Dades a WD                    |
| ------ | ----------------------- | --------------------- | ------------ | -------------------------------------------------------- | --- | ------------------------------------------ | ----------------------- | ----------------------------- |
|        | Molí de l'Aiguet        | Sant Martí de Riucorb | molí d'aigua | Estil: arquitectura popular                              | | bé integrant del patrimoni cultural català |                         | Modifica les dades a Wikidata |
|        | Molí del Marraco        | Sant Martí de Riucorb | molí d'aigua | Estil: arquitectura popular                              | | bé integrant del patrimoni cultural català |                         | Modifica les dades a Wikidata |
|        | Molí del Rocafort       | Sant Martí de Riucorb | molí d'aigua | Estil: arquitectura popular Estat: enderrocat o destruït | | bé integrant del patrimoni cultural català |                         | Modifica les dades a Wikidata |
|        | Molí del Roquet         | Sant Martí de Riucorb | molí d'aigua | Estil: arquitectura popular                              | 41° 33′ 25″ N, 1° 03′ 17″ E / 41.557066666667°N,1.0547611111111°E 389 msnm                                                    | bé integrant del patrimoni cultural català | Molí del Roquet         | Modifica les dades a Wikidata |
|        | Molí del Vilet          | Sant Martí de Riucorb | molí d'aigua | Estil: arquitectura popular                              | | bé integrant del patrimoni cultural català |                         | Modifica les dades a Wikidata |
|        | Molí dels Serments      | Sant Martí de Riucorb | molí d'aigua | Estil: arquitectura popular Estat: enderrocat o destruït | | bé integrant del patrimoni cultural català |                         | Modifica les dades a Wikidata |
|        | molí de la Canya        | Sant Martí de Riucorb | molí d'aigua | Estil: arquitectura popular 18th century                 | 41° 33′ 19″ N, 1° 01′ 59″ E / 41.55532°N,1.032993°E ca:Descampat, a la dreta del riu Corb 368 msnm                            | bé integrant del patrimoni cultural català | Molí de la Canya        | Modifica les dades a Wikidata |
|        | molí de la Sinoga       | Sant Martí de Riucorb | molí d'aigua | Estil: arquitectura romànica                             | 41° 34′ 23″ N, 1° 01′ 20″ E / 41.572917°N,1.022361°E ca:Camí de la Torre, de Sant Martí a Belianes 355 msnm                   | bé integrant del patrimoni cultural català | Molí de la Sinoga       | Modifica les dades a Wikidata |
|        | molí de la Torre Blanca | Sant Martí de Riucorb | molí d'aigua | Estil: arquitectura popular 13rd century                 | 41° 34′ 05″ N, 1° 01′ 24″ E / 41.568016666667°N,1.0234083333333°E ca:Descampat, a l'esquerra de la sèquia de Montpàs 358 msnm | bé integrant del patrimoni cultural català | Molí de la Torre Blanca | Modifica les dades a Wikidata |

## muntanya
| imatge | Nom                   | Ubicat a                                     | instància de | Detalls | coordenades                                                         | Protecció | Commons (més fotos) | Dades a WD                    |
| ------ | --------------------- | -------------------------------------------- | ------------ | ------- | ------------------------------------------------------------------- | --------- | ------------------- | ----------------------------- |
|        | Puig Pelat            | Sant Martí de Riucorb                        | muntanya     |         | 41° 33′ 44″ N, 1° 04′ 57″ E / 41.56226944°N,1.082475°E 457.7 msnm   |           |                     | Modifica les dades a Wikidata |
|        | Puig de Gardeny       | Nalec Sant Martí de Riucorb                  | muntanya     |         | 41° 32′ 16″ N, 1° 06′ 34″ E / 41.53766667°N,1.10955°E 569.2 msnm    |           |                     | Modifica les dades a Wikidata |
|        | Punta del Xifrer      | Vallbona de les Monges Sant Martí de Riucorb | muntanya     |         | 41° 31′ 40″ N, 1° 04′ 32″ E / 41.52790833°N,1.075475°E              |           |                     | Modifica les dades a Wikidata |
|        | Tossal de les Forques | Sant Martí de Riucorb                        | muntanya     |         | 41° 33′ 34″ N, 1° 05′ 52″ E / 41.559375°N,1.09766111°E 473.4 msnm   |           |                     | Modifica les dades a Wikidata |
|        | Tossal del Roc        | Sant Martí de Riucorb                        | muntanya     |         | 41° 32′ 50″ N, 1° 05′ 44″ E / 41.54730833°N,1.09566667°E 543.8 msnm |           |                     | Modifica les dades a Wikidata |
|        | Tossal del Tau        | Sant Martí de Riucorb                        | muntanya     |         | 41° 32′ 24″ N, 1° 05′ 49″ E / 41.54°N,1.09683°E 570.8 msnm          |           |                     | Modifica les dades a Wikidata |
|        | la Guardiola          | Sant Martí de Riucorb                        | muntanya     |         | 41° 33′ 00″ N, 1° 05′ 06″ E / 41.5499°N,1.08489°E 516.7 msnm        |           |                     | Modifica les dades a Wikidata |

## pont
| imatge | Nom              | Ubicat a              | instància de | Detalls            | coordenades                                                         | Protecció | Commons (més fotos) | Dades a WD                    |
| ------ | ---------------- | --------------------- | ------------ | ------------------ | ------------------------------------------------------------------- | --------- | ------------------- | ----------------------------- |
|        | Pont de Rocafort | Sant Martí de Riucorb | pont         | Travessa: riu Corb | 41° 33′ 25″ N, 1° 05′ 32″ E / 41.5570728755616°N,1.09211579072267°E |           |                     | Modifica les dades a Wikidata |
|        | Pont del Vilet   | Sant Martí de Riucorb | pont         | Travessa: riu Corb | 41° 33′ 32″ N, 1° 03′ 55″ E / 41.5587790996732°N,1.06540866688926°E |           |                     | Modifica les dades a Wikidata |

## vèrtex geodèsic
| imatge | Nom                 | Ubicat a              | instància de    | Detalls   | coordenades                                                       | Protecció | Commons (més fotos) | Dades a WD                    |
| ------ | ------------------- | --------------------- | --------------- | --------- | ----------------------------------------------------------------- | --------- | ------------------- | ----------------------------- |
|        | San Martín de Malda | Sant Martí de Riucorb | vèrtex geodèsic |           | 41° 33′ 33″ N, 1° 03′ 16″ E / 41.559261°N,1.054576°E 443.577 msnm |           |                     | Modifica les dades a Wikidata |
|        | Tosal               | Sant Martí de Riucorb | vèrtex geodèsic | Alt: 1.2m | 41° 32′ 52″ N, 1° 05′ 43″ E / 41.547745°N,1.095405°E 544.216 msnm |           |                     | Modifica les dades a Wikidata |

## Misc
| imatge | Nom                                        | Ubicat a                                                                                        | instància de                                  | Detalls                            | coordenades | Protecció                                  | Commons (més fotos)                                        | Dades a WD                    |
| ------ | ------------------------------------------ | ----------------------------------------------------------------------------------------------- | --------------------------------------------- | ---------------------------------- | --- | ------------------------------------------ | ---------------------------------------------------------- | ----------------------------- |
|        | Cabana de volta                            | Sant Martí de Riucorb                                                                           | cabana de volta                               | Estil: arquitectura popular        | | bé integrant del patrimoni cultural català |                                                            | Modifica les dades a Wikidata |
|        | Casa del Foment                            | Sant Martí de Riucorb                                                                           | edifici                                       | Estil: noucentisme                 | 41° 33′ 32″ N, 1° 03′ 17″ E / 41.558991666667°N,1.0546527777778°E 408 msnm                                                                    | bé integrant del patrimoni cultural català | Casa del Foment                                            | Modifica les dades a Wikidata |
|        | Sant Martí Vell                            | Sant Martí de Riucorb                                                                           | porta de ciutat muralla                       | Estil: arquitectura gòtica         | 41° 33′ 37″ N, 1° 03′ 15″ E / 41.560192°N,1.054192°E 410 msnm                                                                                 | bé integrant del patrimoni cultural català | Sant Martí Vell, portes de la muralla                      | Modifica les dades a Wikidata |
|        | Secans de Belianes-Preixana                | Tàrrega Vilagrassa Preixana Sant Martí de Riucorb Belianes Arbeca Vilanova de Bellpuig Bellpuig | àrea protegida Pla d'Espais d'Interès Natural | 1992 Superfície: 6505 6523.26765ha | 41° 35′ 24″ N, 1° 01′ 16″ E / 41.59°N,1.021°E                                                                                                 |                                            | Secans de Belianes-Preixana (Special Area of Conservation) | Modifica les dades a Wikidata |
|        | canal Segarra-Garrigues                    | Noguera Segarra Urgell Garrigues                                                                | canal                                         | Desemboca: riu de Set              | 41° 56′ 09″ N, 1° 12′ 19″ E / 41.935923055555556°N,1.205238888888889°E 41° 27′ 06″ N, 0° 45′ 30″ E / 41.45165194444444°N,0.7583730555555556°E |                                            | Canal Segarra-Garrigues                                    | Modifica les dades a Wikidata |
|        | casa consistorial de Sant Martí de Riucorb | Sant Martí de Riucorb                                                                           | casa consistorial                             |                                    | 41° 33′ 37″ N, 1° 03′ 18″ E / 41.56015769536029°N,1.0550298465791212°E                                                                        |                                            | Casa de la vila de Sant Martí de Riucorb                   | Modifica les dades a Wikidata |